# Jack et Seraffimo Spang
Jack et Seraffimo Spang sont deux personnages de fiction apparaissant dans le quatrième roman de la série James Bond, Les diamants sont éternels. Il s'agit des deux frères que Bond affronte dans l'œuvre. Ils sont remplacés par l'organisation SPECTRE d'Ernst Stavro Blofeld dans l'adaptation cinématographique de 1971.

## Biographie
Frères américains, ils dirigent un gang de type mafieux baptisé Mob Spangled, inspiré par leur nom de famille. Jack est le frère aîné et Seraffimo le cadet. Leur but est d'amasser des profits fantasmagoriques en opérant un trafic de diamants en Afrique.
Le frère aîné, Jack, gère la succursale londonienne de la Chambre des Diamants sous le pseudonyme de Saye Rufus B. Cette chambre est un important importateur de diamants. Il donne également les instructions à Tiffany Case, l'associée des Spang, dont Bond va tomber amoureux au cours du roman, et supervise la contrebande de la Mob Spangled. Quand il donne des ordres à Tiffany, mais aussi à Wint et Kidd, ses deux autres hommes de main, il prend le nom de code d'ABC. Lorsque son frère Seraffimo est tué par Bond, il donne l'ordre à ses sbires de venger son frère, mais finalement l'agent 007 abattra l'hélicoptère de Jack en plein ciel alors qu'il faisait le voyage États-Unis - Londres. Ainsi les activités de la Mob Spangled cessent.
Le frère cadet, Seraffimo, opère à partir de Las Vegas, sous la couverture d'un directeur de casino géré par la Mob Spangled. Sa grande obsession est le Far West d'antan. Ses activités criminelles l'ayant considérablement enrichi, il a fait l'acquisition de deux villes fantômes reliées par une ligne ferroviaire. Sous couverture d'un trafiquant de diamants affilié à la Mob Spangled, Bond est découvert et capturé par les Spang. Ils donnent l'ordre à Wint et Kidd de battre Bond à mort, mais l'agent du MI6 s'échappe et tue Seraffimo le premier en faisant dérailler le train des villes fantômes.